# Carcasí
Carcasí es un municipio colombiano del departamento de Santander, ubicado en la provincia de García Rovira. Es conocido por tener la iglesia más antigua de la provincia.
El municipio de Carcasí fue fundado en 1683 por José Esteban Rojas y Lorenzo Rojas. En el año de 1772 se elevó a la categoría de Parroquia, y en 1887 a la de municipio.

## División Político-Administrativa
Además de su Cabecera municipal. Carcasi tiene bajo su jurisdicción un Centro poblado: El Tobal.
También tiene las siguientes veredas: Bávega, Buenavista, Centro, Páramo, Petaquera, Quebrada honda, Ropejo, San Jacinto, San Luis Sáucara, Sirguaza y Victarigua.

## Historia

### Nuevo Reino de Granada
Los primitivos pobladores de Carcasí fueron los indios chitareros y los laches o tunebos. Los carcasíes, fueron adscritos a la ciudad de Pamplona y encomendados a Esteban Lorenzo de Rojas Camacho. Hacia el año 1600 y sobre el camino de Pamplona, sitio de Victarigua, hizo construir el encomendero la primera capilla doctrinera, dedicada a San Juan de Sahagún. En sus alrededores se levantó el primer pueblo de indios, en una estancia de tierra donada por don Lorenzo a siete indios tunebos que habían sido aparceros. El generoso encomendero donó adicionalmente una cuadra de tierra para el santo patrón del pueblo.
En 1621 el arzobispo Fernando Arias de Ugarte autorizó la agregación de los indios de los alrededores a la doctrina de Carcasí, la cual puso al cuidado del cura de Cerinza, quitándosela al de Guaravitebas, que hasta entonces la había administrado. Cuando el oidor don Juan de Villabona y Zubiaurre visitó la región en 1623, ordenó el traslado de los indios de Carcasí a Servitá. De Carcasí salieron catorce familias, y en su reemplazo fueron traídos indios Icota y Cacotá.
Pasados algunos años, el número de mestizos se incrementó, disminuyéndose entre tanto el número de indígenas. Por ello cuando en 1633 realizaba su visita pastoral el arzobispo de Santafé, Bernardino de Almansa, considerando el abandono espiritual de los vecinos, pues el doctrinero se había marchado con los indios a Servitá, y la existencia de una iglesia capaz y ornamentada, erigió por parroquia la iglesia de Carcasí, debiendo el Santísimo residir un año en el lugar y el cura decir dos misas cada domingo y fiestas de guarda. Así nació, con sede en la vieja capilla doctrinera, la parroquia de San Juan de Sahagún de Carcasí.
En 1657, durante la visita de don Diego de Baños Sotomayor, muchos forasteros se habían agregado a Carcasí, de tal manera que se podía sostener un cura independiente de Servitá. Este visitador formalizó entonces la congregación de Carcasí y asignó como cura interino a uno de los frailes dominicos que administraba el pueblo de Tequia, mientras se realizaban en el Arzobispado las diligencias de erección parroquial.
En 1671 el presidente de la Real Audiencia y antiguo obispo de Santa Marta y Popayán, Melchor de Liñán y Cisneros, dictó un auto mediante el cual se secularizaba el curato de Carcasí.

### Virreinato de Nueva Granada
En 1702, luego de insistentes solicitudes de su parte, el curato de Carcasí volvió a manos de la Orden Dominicana por orden del rey. En 1770, siendo encomendero don José Lorenzo de Rojas Camacho, el virrey Pedro Mesía de la Cerda ordenó una vez más el traslado de los indios de Carcasí al pueblo de Servitá, y en el año de 1771 los indios fueron trasladados nuevamente a Servitá y Carcasí se quedó “sin ser pueblo ni parroquia”. En consecuencia, los cerca de 300 cabezas de familia y cerca de 1.200 habitantes del pueblo solicitaban formalmente la erección de parroquia.

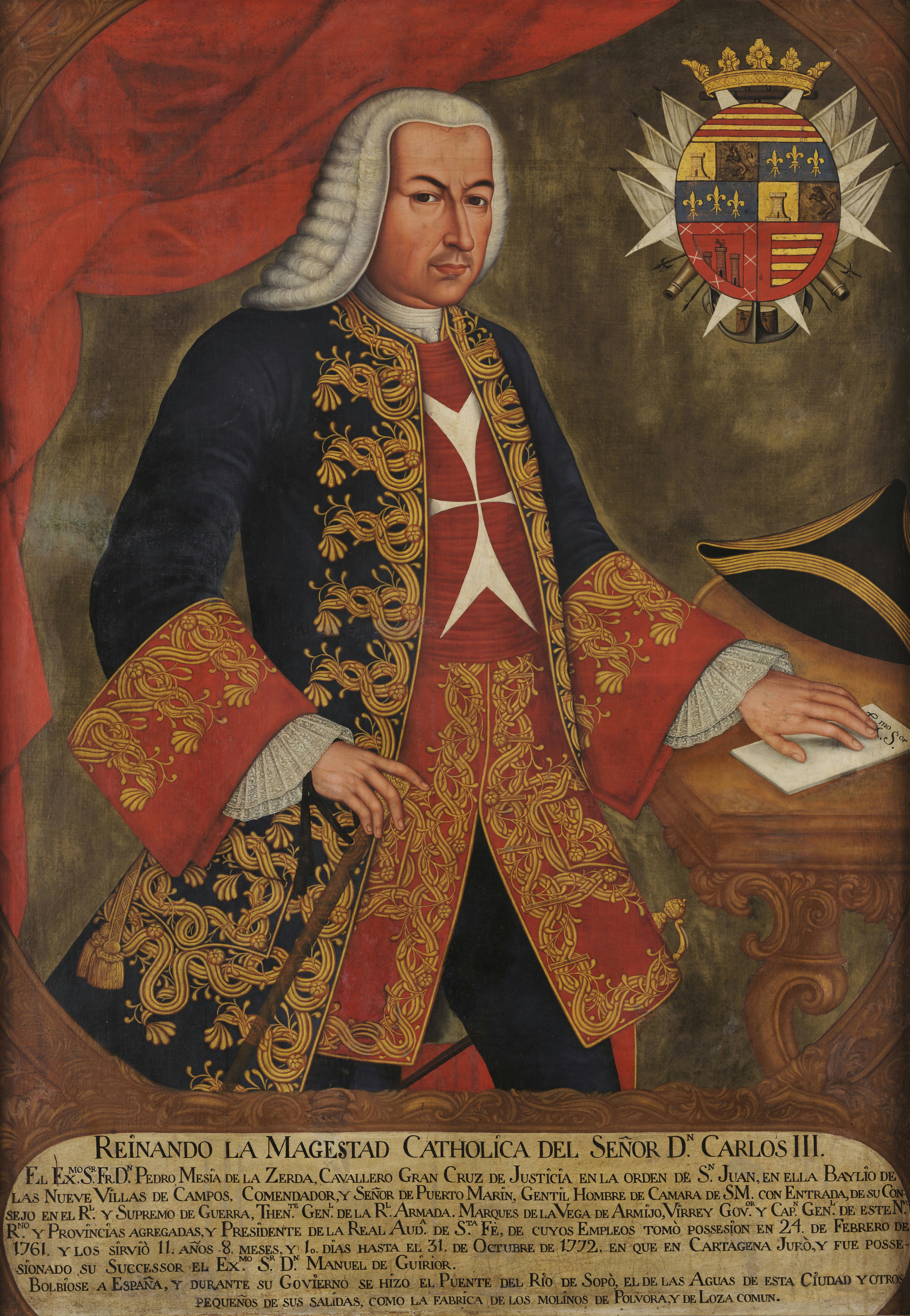
El virrey Pedro Mesía de la Cerda firmó el acta que autorizaba la fundación de la parroquia de San Juan de Sahagún de Carcasí en 1772.

Finalmente, el 23 de marzo de 1772 el arzobispo Agustín Manuel Camacho autorizó la erección con el título de San Juan de Sahagún de Carcasí. El decreto definitivo lo dictó el virrey Mesía de la Cerda el 11 de abril.
Sin embargo, al poco tiempo don Roque de Susa, capitán de los indios, pidió apoyo del cura para su retorno, argumentando que en servitá no tenían casas, sal o maíz, y que los habían condenado a la miseria. Aunque habían regresado a Carcasí a cuidar sus sementeras, los vecinos mestizos los vituperaban y les impedían que la imagen de San Juan de Sahagún regresara a su nicho en la iglesia de la parroquia que se había erigido en Carcasí. El cura les apoyó la pretensión con el argumento de que en Servirá se habían contaminado del “pernicioso vicio de la bebida”, y que le hacían falta como feligreses de la parroquia, pues eran los más cumplidores en los cantos de la misa y reparación de la iglesia y casa cural.
El protector de naturales también dio opinión favorable al retorno de los indios a la estancia de la donación hecha a los siete tunebos originales, expulsando de ella a José Casimiro Castellanos, quien la había invadido. Pero tanto el corregidor de naturales como el cura de Servitá se opusieron al retorno y permitir que la imagen de San Juan de Sahagún saliese de dicha iglesia.
Finalmente los indios triunfaron en su empeño, si bien ya su condición era la de agregados a una parroquia de mestizos, aunque la advocación de ella siguió siendo la del patrono de los indios: San Juan de Sahagún.
En 1778 el Fiscal y Visitador Francisco Antonio Moreno y Escandón ordenó una vez más que los poquísimos indios que quedaban en Carcasí fueran trasladados a Tequia y las tierras del resguardo avaluadas para posterior remate. Tampoco en esta ocasión esto se produjo.
A comienzos de 1790 el fiscal de la Real Audiencia respondió negativamente la solicitud de los vecinos mestizos para que se les vendieran las tierras del resguardo, por estar tratándose en el momento, una vez más, la restitución de los indios a su pueblo. En 1804 los ocupantes del resguardo seguían pagando arrendamientos a las Cajas Reales de Pamplona. Sin embargo, el pueblo de indios había dejado definitivamente de existir, debido al mestizaje generalizado.
A comienzos de 1807 los vecinos mestizos insistieron en comprar las tierras del resguardo, pero el fiscal las declaró propiedad de los indios, así estos hubiesen preferido permanecer en Tequia. Ello en razón de que en 1805 las tierras de los indios habían sido avaluadas en 160 pesos y el apoderado de los vecinos, José Gregorio Castellanos, había hecho un depósito por esa cantidad.

### Época republicana
Al poco tiempo de separada la Nueva Granada del Imperio español, en 1813, los vecinos mestizos insistieron una vez más en comprar las tierras del resguardo de indios. Esta vez consiguieron su propósito, al precio fijado ocho años antes de 160 pesos. De este modo los indios de Carcasí perdieron todo derecho sobre la tierra de su antiguo pueblo.
El régimen político municipal expedido al tenor de la primera Constitución de la Nueva Granada expedida en 1831, ratificó el título de distrito parroquial a Carcasí, adscribiéndose al Cantón de La Concepción.
Cuando se creó el Estado de Santander en 1857 los antiguos distritos parroquiales se convirtieron en municipio agrupados en circuitos. Carcasí se convirtió entonces en distrito municipal, manteniendo su adscripción al ahora denominado Circuito de la Concepción.
En 1869 el presidente Eustorgio Salgar restauró por decreto la vieja jerarquía hispana de ciudades, villas y parroquias. Carcasí volvió entonces a ser parroquia, adscrita ahora al Departamento García Rovira.
En 1887, en virtud de lo ordenado por la nueva Constitución, y según decreto expedido el 30 de septiembre por el primer gobernador del recién creado Departamento de Santander, Alejandro Peña Solano, la parroquia de Carcasí adquirió definitivamente el estatus de municipio.

## Geografía
Carcasí está ubicado a una altitud promedio de 2080 metros sobre el nivel del mar. Se encuentra ubicado en la parte suroriental del departamento de Santander, sobre la cordillera oriental y cobija parte de la cuenca media del río Chicamocha.
A una distancia de la capital, Bucaramanga, de 204 km, con un área de 259.8 km cuadrados, de los cuales 1.6 % es de clima medio, el 23% de clima frío y el 74.8 % de páramo. La cabecera Municipal está ubicada a una altitud de 2080 m s. n. m. con una temperatura media de 17 °C, en latitud 6º43”, longitud 72º38”. 

### Hidrografía
Hidrográficamente el Municipio pertenece a la cuenca del río Chicamocha, siendo el río Tunebo la principal fuente que recorre el Municipio y cuenta con los siguientes afluentes: Quebradas Suparí, Honda, Colmillo, Sarna, Cortadera, el Muelle, Agua Tendida, la Leona, y los ríos Ollera, Petaquera. Se encuentran las siguientes lagunas: Curubita, Laguna Negra, Sartaneja, El Picacho, Cimarrona, los Cuales y Guaras, estas 3 últimas dan nacimiento al río Tunebo; la laguna Palencia y Chorote, las cuales dan nacimiento a la quebrada Palencia o río Petaquera.

### Límites
- Norte: con el Municipio de Concepción.
- Sur: con el Municipio de San Miguel.
- Oriente: con los Municipios de Chiscas (Boyacá), y Macaravita.
- Occidente: con los Municipios de Enciso y Concepción.

## Turismo
El municipio tiene varios sitios turísticos conocidos en la región; entre ellos se cuentan el Cerro de Pabellón, la Cuchilla de Hoya Grande y la iglesia parroquial, esta última considerada como la más antigua de la provincia. Además se encuentra la cascada del Tobal, los paisajes de la laguna de la Sartaneja, el mirador del Copial y los Sinchos.

## Demografía

### Población
El municipio de Carcasí cuenta con una población de 5.977 habitantes, de los cuales 913 habitan en el área urbana y 5064 en zona rural dispersa, que corresponde a un 15.3% en el área urbana y 84.7% restante a la zona rural dispersa.
Según las proyecciones realizadas por el DANE, con base en los resultados obtenidos en el Censo de Población y Vivienda de 2005, el municipio presenta una tasa de crecimiento del -2.021, sin embargo, según encuesta SISBEN, la población para el año 2008 corresponde a 5977 personas.
En el Municipio de Carcasí existen 507 niños menores de 5 años; 1.789 personas entre los cinco a los diecinueve años, es decir población en edad escolar; también hay 3107 personas con edades entre los 20 y 60 años, considerada la población económicamente activa. Y existen 554 personas mayores de 60 años pertenecientes al grupo de la tercera edad.
Según las estadísticas presentadas por el DANE, el municipio cuenta con una población ocupacional activa de 2.571, de los cuales 1.235 están realmente ocupados, en actividades como: explotación agropecuaria, empleos del nivel oficial, pero en su mayoría es población campesina dedicadas a las actividades propias del sector; 361 están sin trabajo, 51 en situación de discapacidad, 79 estudian y 845 dedicadas a las funciones del hogar.
La principal fuente de ingresos en el municipio está representada en la actividad primaria del sector agropecuario, en cultivos de papa, fríjol y maíz, trabajos que son realizados por la población ubicada en la zona rural del territorio. 
En el Municipio de Carcasí, la producción pecuaria la aportan 8.540 bovinos, de las razas criolla y normando principalmente, que se abastecen de pastos naturales y mejorados que ocupan un área de 8.427 hectáreas; es decir que el área promedio por unidad productiva es de 1.01 U.G.G por hectárea. Y representa el 14% de la población bovina de la provincia de García Rovira (60.357 reses) y el 0.8% de la población bovina departamental (1.024.736 reses). Siendo este renglón más importante ya que se están produciendo aproximadamente 5500 litros de leche por día viéndose reactivada la economía en la producción de leche. 
Sin embargo, existen otras actividades del sector terciario como el comercio, ubicado principalmente en el área urbana y servicio de transporte tanto de carga como de pasajeros, siendo ésta en menor proporción.